# Golden Gate (Florida)
Golden Gate è un census-designated place degli Stati Uniti d'America, situato nella parte occidentale della Contea di Collier dello Stato della Florida.
Secondo le statistiche del 2010, la città ha una popolazione di 20.951 abitanti su una superficie di 10,60 km².